# White Xmas Lies
White Xmas Lies è il terzo album solista di Magne Furuholmen, ex componente degli a-ha, pubblicato nel 2019.
L'album è disponibile in tre versioni: vinile bianco (2 dischi), CD e digitale.
Esiste anche una versione limitata in 200 esemplari, contenente una stampa dell'artista.

## Tracce
1. "There Goes Another Year" 5:08
2. "The Light We Lost" 4:32
3. "A Punch-up on Boxing Day" 4:58
4. "Caprice Des Dieux" 4:13
5. "This Is Now America" 5:14
6. "White Xmas Lies" 4:41
7. "Differences" 3:00
8. "Revelation Song" 4:34
9. "The Season to Be Melancholy" 4:26
10. "Snow Is Falling" 4:35
11. "Dark Days, Dark Nights" 5:03
12. "Hells Bells" 3:16
13. "So Cold It's Hard to Think" 4:11
14. "A Wintry Silence" 3:57
15. "The Ghost of Xmas Past" 3:09
16. "Come Back Home" 3:07
17. "Father Christmas" 3:05